# 자이라 와심
자이라 와심(힌디어: ज़ायरा वसीम, 영어: Zaira Wasim, 2000년 10월 23일 ~ )은 인도의 전직 배우이다. 2016 내셔널 필름 어워드 여우조연상 수상자이다.

## 출연 작품
- 시크릿 슈퍼스타 (2017)
- 당갈 (2016)